# WWE 2K15
WWE 2K15 est un jeu vidéo développé par Visual Concepts et Yuke's et édité par 2K Sports. Le jeu, le deuxième de la série WWE 2K, est sorti le 31 octobre 2014 sur Xbox 360 et PlayStation 3, et le 21 novembre 2014 sur PlayStation 4 et Xbox One. À la suite de quelques rumeurs, une version Windows sort le 28 avril 2015, une première dans la série de jeux de la WWE.
La jaquette du jeu met en avant le catcheur John Cena et le nouveau logo de la WWE introduit au lancement du WWE Network en février 2014. En juillet 2014, il est annoncé que Sting est le bonus de précommande du jeu,. Une édition collector comprenant le jeu WWE 2K15, un pack premium, une carte collector signé par Hulk Hogan, une figurine "Hollywood" Hulk Hogan, une pièce du ring de l'édition du 10 mars 2014 de WWE Raw, deux personnages Hulk Hogan exclusifs du jeu, et deux personnages de Sting exclusifs à la précommande est commercialisée.
Dans une interview, Stephanie McMahon-Levesque, la femme de Triple H et la fille de Vince McMahon, a parlé de la collaboration entre la WWE et 2K Sports au niveau du développement de WWE 2K15 que cela soit au niveau de l'élaboration du roster (l'effectif des catcheurs de la WWE) ou de la mise en place des histoires .

## Système de jeu

### 2K Showcase
Le mode 2K Showcase raconte l'histoire épique de deux rivalités notoires de la WWE : celle entre Triple H et Shawn Michaels de 2002 à 2004, ainsi que celle s'étendant de 2011 à 2013 entre John Cena et CM Punk, au travers d’extraits documentaires classiques de la WWE, commentés par des Superstars de la WWE, et entrecoupés de scènes cinématiques mais également les rivalités disponible en tant que DLC tel que la rivalité opposant Randy Orton à Christian en 2011, ainsi qu'une histoire et non une rivalité centrée sur le Hall of Famer de la WWE, The Ultimate Warrior et une autre histoire centrée sur Mark Henry.
Parmi cette multitude de matchs retraçant ces rivalités, les joueurs sont chargés d'accomplir un ensemble d’objectifs bonus historiques qui permettront de débloquer de nouvelles Superstars de la WWE, des titres de championnat ainsi que des tenues alternatives et des arènes qui pourront être utilisées dans tous les autres modes de jeu. Avec cette richesse de contenu à débloquer, les joueurs peuvent recréer des rivalités actuelles ou imaginer les rencontres de leurs rêves entre des Superstars de la WWE du passé et du présent.
Des rivalités supplémentaires sont disponibles en avril 2015 via du contenu téléchargeable.

### Ma Carrière
Dans ce mode de jeu, le personnage créé par le joueur est entrainé par Bill DeMott au WWE Performance Center d’Orlando. Il doit remplir une série d’objectifs pour participer à la NXT. Dans cette dernière, il doit réussir de nouveaux objectifs et participer à des matchs. Il y rencontrera des futures stars WWE, parmi lesquelles Rusev, Bo Dallas, Adrian Neville, Sami Zayn ou encore Corey Graves.
Après NXT, une fois leurs compétences maitrisées, les joueurs évoluent dans le roster (l'effectif des catcheurs de la WWE) principal de la WWE. Leur manager (Vickie Guerrero) organise les matchs et les guide pour remporter des récompenses. Les joueurs peuvent développer des alliances et des rivalités tout en œuvrant pour gagner des points sur les événements Pay-per-view de la WWE et ses shows phares tels que Monday Night Raw et le Friday Night SmackDown. Ils sont également en compétition pour le WWE United States Championship et le WWE Intercontinental Championship. Les vainqueurs poursuivront ensuite leur chemin vers SummerSlam et WrestleMania. Le titre de WWE World Heavyweight Championship sera le plus haut titre du mode carrière de WWE 2K15 à remporter.
Les décisions prises dans ce mode carrière comprenant des alliances, des rivalités et des interactions avec les réseaux sociaux ont un impact sur les traits de la personnalité du personnage incarné par le joueur et sur les réactions de la foule. Au cours de leur progression dans ce mode, le joueur peut, pour son personnage, améliorer ses attributs, acquérir de nouvelles aptitudes, compétences et mouvements, gagner de nouvelles tenues et débloquer de nouveaux managers. Ces décisions, ainsi que les résultats gagnant/perdant des joueurs, conduisent vers de multiples scénarios distincts et à l’exploration des différents cheminements de carrière.
Le mode carrière de WWE 2K15 est disponible dans les versions du jeu PlayStation 4, Xbox One et PC.

### Who Got NXT
Who Got NXT remplace le mode Ma Carrière sur Xbox 360 et PlayStation 3. Who Got NXT est un mode histoire mettant l'accent sur WWE NXT et ses Superstars telles que Adrian Neville, Sami Zayn, Bo Dallas, Corey Graves et Rusev qui sont les 5 Superstars NXT jouables du jeu.